# Bradford (Maine)
Bradford és una població dels Estats Units a l'estat de Maine (EUA). Segons el cens del 2000 tenia 1.186 habitants.

## Demografia
Segons el cens del 2000, Bradford tenia 1.186 habitants, 434 habitatges, i 322 famílies. La densitat de població era d'11,1 habitants per km².
Dels 434 habitatges en un 38% hi vivien nens de menys de 18 anys, en un 59,7% hi vivien parelles casades, en un 10,4% dones solteres, i en un 25,6% no eren unitats familiars. En el 18,2% dels habitatges hi vivien persones soles el 7,6% de les quals corresponia a persones de 65 anys o més que vivien soles. El nombre mitjà de persones vivint en cada habitatge era de 2,73 i el nombre mitjà de persones que vivien en cada família era de 3,04.
Per edats la població es repartia de la següent manera: un 28,1% tenia menys de 18 anys, un 6,5% entre 18 i 24, un 32,5% entre 25 i 44, un 20,8% de 45 a 60 i un 12,1% 65 anys o més.
L'edat mediana era de 35 anys. Per cada 100 dones de 18 o més anys hi havia 103,1 homes.
La renda mediana per habitatge era de 35.216 $ i la renda mediana per família de 36.786 $. Els homes tenien una renda mediana de 28.427 $ mentre que les dones 23.000 $. La renda per capita de la població era de 13.853 $. Entorn de l'11,6% de les famílies i el 14,6% de la població estaven per davall del llindar de pobresa.